# (40440) Dobrovský
(40440) Dobrovský est un astéroïde de la ceinture principale.

## Description
(40440) Dobrovsky est un astéroïde de la ceinture principale. Il fut découvert le 11 septembre 1999 à l'Observatoire d'Ondřejov par Petr Pravec et Peter Kušnirák. Il présente une orbite caractérisée par un demi-grand axe de 3,04 UA, une excentricité de 0,10 et une inclinaison de 9,9° par rapport à l'écliptique.

## Compléments